# Campaea reisseri
Campaea reisseri là một loài bướm đêm trong họ Geometridae.